# Samuel Mackinnon
Sam Mackinnon, (nacido el 25 de agosto de 1976 en Melbourne, Australia) es un exjugador de baloncesto australiano. Con 1.97 metros de estatura, jugaba en la posición de alero.

## Trayectoria
- South East Melbourne Magic (1994-1998)
- Townsville Crocodiles (1998-2001)
- Sydney Razorbacks (2001-2005)
- Brisbane Bullets (2005-2006)
- Basket Rimini Crabs (2006)
- Brisbane Bullets (2006-2008)
- Melbourne Tigers (2008-2010)

## Participaciones en competiciones internacionales

### Juegos olímpicos
- Atlanta 1996 4/12
- Sídney 2000 4/12

### Mundiales
- Grecia 1998 9/16
- Japón 2006 13/24